# Maximiliaan II van Bourgondië
Maximiliaan II van Bourgondië, markies van Veere en heer van Beveren (Bergen op Zoom, 28 juli 1514 – Zandenburg, 4 juni 1558) was een Nederlandse edelman van een bastaardtak van Filips de Goede die in dienst van de Habsburgers verschillende functies vervulde.
Maximiliaan was de zoon van Adolf van Bourgondië en Anna van Bergen. Hij was een achterkleinzoon van Anton van Bourgondië, een bastaardzoon van Filips de Goede.
Volgens de overlevering stond Desiderius Erasmus in letterlijke zin reeds aan zijn wieg, toen deze in juli 1514 een bezoek aan Maximiliaans vader Adolf bracht. Reeds op jonge leeftijd ontving Maximiliaan enkele brieven van de hand van Erasmus, waarin laatstgenoemde hem onder andere aanspoorde verder te studeren en wetenschap te bedrijven.
Hij volgde in 1540 zijn vader op als admiraal der Nederlanden. In 1542 werd hij admiraal van Vlaanderen, en in 1546 werd hij benoemd tot ridder in de Orde van het Gulden Vlies. In 1547 volgde zijn benoeming tot stadhouder van Holland, Zeeland en Utrecht en admiraal-generaal van Zeeland. In 1555 verhief keizer Karel V de heerlijkheid Veere tot markizaat, als dank voor de jarenlange trouwe dienst van Maximiliaan.
Maximiliaan trouwde in 1542 met Louiza van Croÿ, dochter van Filips II van Croÿ, maar het huwelijk bleef kinderloos. Bij zijn overlijden liet hij zijn bezittingen na aan Maximiliaan van Hénin-Liétard, de zoon van zijn zuster Anna en haar tweede echtgenoot Jan van Hénin-Liétard. Het markizaat was echter belast met grote schulden, zodat het verkocht moest worden om de schulden te kunnen voldoen, net als zijn kasteel Popkensburg. De belangrijkste curator was Arend van Dorp.

## Voorouders
| Voorouders van Maximiliaan II van Bourgondië-Beveren | Voorouders van Maximiliaan II van Bourgondië-Beveren              | Voorouders van Maximiliaan II van Bourgondië-Beveren              | Voorouders van Maximiliaan II van Bourgondië-Beveren                   | Voorouders van Maximiliaan II van Bourgondië-Beveren                   | Voorouders van Maximiliaan II van Bourgondië-Beveren               | Voorouders van Maximiliaan II van Bourgondië-Beveren               | Voorouders van Maximiliaan II van Bourgondië-Beveren             | Voorouders van Maximiliaan II van Bourgondië-Beveren             |
| ---------------------------------------------------- | ----------------------------------------------------------------- | ----------------------------------------------------------------- | ---------------------------------------------------------------------- | ---------------------------------------------------------------------- | ------------------------------------------------------------------ | ------------------------------------------------------------------ | ---------------------------------------------------------------- | ---------------------------------------------------------------- |
| Overgrootouders                                      | Anton van Bourgondië (1421-1504) ∞ Jeanne Marie de Viefville (-)  | Anton van Bourgondië (1421-1504) ∞ Jeanne Marie de Viefville (-)  | Hendrik II van Borselen (1404-1474) ∞ Johanna van Halewijn (1410-1467) | Hendrik II van Borselen (1404-1474) ∞ Johanna van Halewijn (1410-1467) | Jan II van Glymes (1417-1494) ∞ 1444 Margaretha van Rouveroy (?-?) | Jan II van Glymes (1417-1494) ∞ 1444 Margaretha van Rouveroy (?-?) | Guy van Brimeu (1433-1477) ∞ Antoinette van Rambures (1449-1517) | Guy van Brimeu (1433-1477) ∞ Antoinette van Rambures (1449-1517) |
| Grootouders                                          | Filips van Bourgondië-Beveren (1450-1498) ∞ Anna van Borselen (-) | Filips van Bourgondië-Beveren (1450-1498) ∞ Anna van Borselen (-) | Filips van Bourgondië-Beveren (1450-1498) ∞ Anna van Borselen (-)      | Filips van Bourgondië-Beveren (1450-1498) ∞ Anna van Borselen (-)      | Jan III van Glymes (1452–1532) ∞ Adriana van Brimeu (?-?)          | Jan III van Glymes (1452–1532) ∞ Adriana van Brimeu (?-?)          | Jan III van Glymes (1452–1532) ∞ Adriana van Brimeu (?-?)        | Jan III van Glymes (1452–1532) ∞ Adriana van Brimeu (?-?)        |
| Ouders                                               | Adolf van Bourgondië (1498-1540) ∞ Anna van Bergen (-)            | Adolf van Bourgondië (1498-1540) ∞ Anna van Bergen (-)            | Adolf van Bourgondië (1498-1540) ∞ Anna van Bergen (-)                 | Adolf van Bourgondië (1498-1540) ∞ Anna van Bergen (-)                 | Adolf van Bourgondië (1498-1540) ∞ Anna van Bergen (-)             | Adolf van Bourgondië (1498-1540) ∞ Anna van Bergen (-)             | Adolf van Bourgondië (1498-1540) ∞ Anna van Bergen (-)           | Adolf van Bourgondië (1498-1540) ∞ Anna van Bergen (-)           |
| Maximiliaan II van Bourgondië-Beveren (1515-1558)    |                                                                   |                                                                   |                                                                        |                                                                        |                                                                    |                                                                    |                                                                  |                                                                  |

- Biografisch Portaal: 54793651
- Digitale Bibliotheek voor de Nederlandse Letteren: maxi007
- Gemeinsame Normdatei: 132280779
- International Standard Name Identifier: 0000 0000 1889 1471
- Nederlandse Thesaurus van Auteursnamen: 273426761
- Virtual International Authority File: 35612401
- WorldCat: E39PBJjxvMVhHMVBMvKwpTyyBP